# 真山祐一
真山 祐一（まやま ゆういち、1981年6月4日 - ）は、日本の政治家。公明党所属の福島県議会議員（2期）。元衆議院議員（1期）。

## 経歴
宮城県仙台市出身。仙台市立大沢中学校、東北学院高等学校を経て、東北学院大学経済学部を卒業、店舗用備品製造会社に就職。公明党入党後、党青年局次長、党福島県職員、国会議員秘書などを務めて、東北方面青年局長に就任。
2012年12月16日、第46回衆議院議員総選挙において比例東北ブロック・公明党名簿第2位で出馬するも落選。
2014年11月20日、福島県庁で記者会見し、「福島の復興を風化させてはいけない、止めてはいけないと訴えていく」として、第47回衆議院議員総選挙に比例東北ブロックで立候補することを表明。同年12月14日、比例東北ブロック・公明党名簿第2位で出馬し初当選した。
2017年の第48回衆議院議員総選挙でも比例単独で出馬したが落選。
2019年3月、同年秋の福島県議会議員選挙にいわき市選挙区より公明党公認候補として立候補することを表明。同年11月、福島県議会議員に初当選。2023年11月、福島県議会議員選挙にいわき市選挙区より公明党公認候補として立候補し再選。
趣味は、読書、スノーボード。好きな本は、『永遠の都』（ホール・ケイン）。

## 政策
- 憲法9条改正に反対。
- アベノミクスを評価しない。
- 原発は日本に必要ない[7]。